# Aaron Heffernan
Pour les articles homonymes, voir Heffernan.
Aaron Doyle-Heffernan, né le 23 février 1990, est un acteur irlandais.
Il est connu pour ses rôles dans Love/Hate (en), Brassic, Obsession: Dark Desires (en) et La Guerre des mondes,,.

## Biographie
Aaron Heffernan grandit à Dublin, en Irlande. Son père, David, est producteur de radio et sa mère, Tina, est mannequin. Il est d'origine dominicaine par sa mère[réf. à confirmer]. Aaron Heffernan a deux frères aînés, Simon, entraîneur personnel et coach en ligne, et Jesse, artiste hip-hop. Sa cousine germaine est le mannequin Thalia Heffernan,. Il étudie le théâtre et les lettres classiques au Trinity College de Dublin.
En 2012, il cofonde la Collapsing Horse Theatre Company avec son camarade étudiant et acteur Jack Gleeson,,,,.

## Filmographie

### Cinéma
| Année | Titre                                          | Rôle                | Remarques       |
| ----- | ---------------------------------------------- | ------------------- | --------------- |
| 2005  | Harry Potter et la Coupe de Feu                | Dresseur de dragons | Non crédité     |
| 2013  | Alan Partridge: Alpha Papa (en)                | Danny's Posse       |                 |
| 2014  | Poison Pen (en)                                | Kurt                |                 |
| 2018  | Metal Heart (en)                               | Alain               |                 |
| 2018  | Dublin Oldschool (en)                          | Aaron               |                 |
| 2018  | Solo: A Star Wars Story                        | Mudtrooper impérial |                 |
| 2018  | Titan                                          | Caporal Zane Gorski |                 |
| 2019  | Supervized (en)                                | Flynn               |                 |
| 2023  | Femme                                          | Oz                  |                 |
| 2023  | Léo, la fabuleuse histoire de Léonard de Vinci | Crowd               | Rôle de la voix |
| 2024  | Le Clan des bêtes (Bring Them Down)            | Lee                 |                 |
|       | Cold Storage (en)                              |                     | Post-production |

### Télévision
| Année     | Titre                              | Rôle            | Remarques                                               |
| --------- | ---------------------------------- | --------------- | ------------------------------------------------------- |
| 2013–2014 | Love/Hate (en)                     | Détective Gavin | 6 épisodes                                              |
| 2016      | Obsession: Dark Desires (en)       | Ramón           | Épisode : « La beauté du Bronx »                        |
| 2016–2018 | Mum                                | Ryan            | 3 épisodes                                              |
| 2017      | The Fear (en)                      | The Fear        | Mini-série                                              |
| 2017      | Into the Badlands                  | Dury            | Épisode : « Chapitre XII : Le léopard traque la neige » |
| 2018      | The Looming Tower                  | Marin           | Épisode : « 11 septembre »                              |
| 2018      | Women on the Verge (en)            | Animateur       | Épisode #1.5                                            |
| 2019      | This Time with Alan Partridge (en) | Gino            | Épisode #1.3                                            |
| 2019–2021 | La Guerre des mondes               | Ash Daniel      | Rôle principal                                          |
| 2019–2024 | Brassic                            | Ash Dennings    | Rôle principal                                          |
| 2022      | Atlanta                            | DeMarco         | Épisode : « La mode blanche »                           |

## Récompenses et distinctions
- Aaron Heffernan : Récompenses, sur l'Internet Movie Database